# ناحية تل الضمان
ناحية تل الضمان إحدى نواحي سوريا تتبع إداريّاً لمحافظة حلب منطقة جبل سمعان ومركزها بلدة تل الضمان، بلغ تعداد سكان الناحية 47,501 نسمة حسب التعداد السكاني لعام 2004.

## التجمعات السكانية في ناحية تل الضمان
أعبد، أبو رويل، العامرية، عندان الشيخ، أبو مرير، أرجل، بلاس، بطحة، بطرانة، بياعة كبيرة، بويضة كبيرة، مداين الكبير، عوينات كبيرة، بردة، دير صليبة، عطشانة شرقية، علية، أصطبلات، غيطل، حميدية، الحيانية، هزاني، حلوية، الحميدي، هوبر، جفر منصور، جب الأعمى، جب عليص، جب الخفي، كفر إيبش، كفر عبيد، كولة البويدر، بويضة صغيرة، بياعة صغيرة، مجاص، المنصورة، مقتل الزيدي، مرحمية، مشرفة أرجل، مشرفة البويضتين، مشرفة المريج ،ماسح، المنطار، مريقص، النعمانية، نوارة، عليص، قرع الغزال، رجم عميرات، رسم الأحمر، رسم الجحش، رسم المفكر، رسم الصفا، صعيبية، سرجة، الصياح، صفيرة، قلعة الشيخ، شويحة البو عيسى، شويحة اللهيب، تبارة الخشير، تل أحمر، تل عقارب، تل حطابات، تل حواصيد، تل ماسح، تل صبحة، تل الضمان،  طرفاوي، أم عج، أم العمد قبلي، أم الهوتة، أم الكراميل، أم غبار، أم غراف، أم جرين، أم قرون، أم تينة، أم طماخ، أم وادي، وادي الدبس، وادي الصنوع، عطشانة غربية، أبو المجاهر، الباكات، السماقية، المليحية، أبو جورة، بلاس الجديدة، جب الأبيض، دريكية، زهير الورد، زيارة، عكلة الجهمان، عين الغرف، غريريفة، مشرفة الحلاج.